# Міжнародна рада архівів
Міжнародна рада архівів — неурядова професійна організація, яка сприяє створенню, розвиткові та використанню світової архівної спадщини. Об'єднує близько 1700 членів у понад 180 країнах. Створена у червні 1948. Штаб-квартира МРА розташована у Парижі (Франція). Перший президент МРА — генеральний директор архівів Франції Ш.Самаран, віце-президенти — Х.Дженкінсон та С.Бак.

## Головні завдання МРА
- налагодження, підтримка й зміцнення зв’язків між архівістами всіх країн, професійними організаціями та іншими публічними й приватними установами, діяльність яких спрямована на зберігання, організацію й обладнання архівів;
- всебічне сприяння збереженню, охороні й захисту від усіляких загроз документальної пам’яті людства, організації обміну інформацією між архівістами та їх співпраці, розвитку архівної освіти, поглибленому неупередженому вивченню архівної інформації з метою розкриття складу фондів і вдосконалення процедури доступу до архівів;
- координація в міжнародному плані діяльності з управління архівами;
- співпраця з профільними міжнародними інституціями, державними й недержавними органами.

## Членство в МРА
Членство в МРА закріплено на рівні 5-ти груп: 
- центральної дирекції архівів або іншої архівнох установи, що поширюють свою діяльність на архіви держави: національні, центральні, державні, генеральні інспекції тощо;
- національні або регіональні міжнародні асоціації архівістів;
- окремі центральні або місцеві архівні установи, вищі навчальні заклади, приватні архіви;
- індивідуальні;
- почесні.

Правом голосу користуються перші дві категорії.

## Міжнародні конгреси архівів
Від 1950 МРА збирає міжнародні конгреси архівів (МКА): до 1956 — через три роки, від 1956 — через чотири. 1-й Міжнародний конгрес архівів (21—22 серпня 1950, Париж) затвердив статут МРА. Від 1954 з ініціативи Ш.Бребана з метою поглибленого професійного вивчення проблем архівної справи відбуваються міжнародні конференції Круглого столу архівів. У 1990-х рр. запроваджено нову форму спілкування керівників архівних установ усієї Європи — щорічні європейські саміти архівістів, які сприяють зміцненню інтеграційних процесів у європейському архівному середовищі.
Вищий орган управління МРА — генеральна асамблея — збирається на сесії під час роботи конгресу для вирішення питань щодо керівництва і діяльності МРА та її структурних підрозділів, проводить вибори виконкому МРА, затверджує суму членських внесків тощо. У перервах між засіданнями асамблеї радою керує виконавчий комітет у складі президента, віце-президентів (спочатку — 2, від 1992 — 5), генерального секретаря, скарбника та виборних членів (спочатку — 6, у 1980-х — 17). Засідання виконкому відбуваються один раз під час роботи конгресу та один раз за пропозицією президента і на вимогу більшості членів. Адміністративні функції від 1963 виконує секретаріат з постійним штатом, який сприяє підтримці відносин між членами МРА, займається питаннями співробітництва зі спорідненими установами та іншими міжнародними і міжурядовими організаціями, зокрема ЮНЕСКО, Радою Європи, Міжнар. федерацією бібліотечних асоціацій та установ, Міжнародним центром з дослідження збереження та реставрації культурних цінностей.

## Комітети
У 1960-х рр. склалася система галузевих комітетів. Серед перших комітетів — комітет з мікрофільмування, комітет з термінології, редакція журналу «Архівум». МРА має регіональні відділення в усіх частинах світу. Архівна служба України є членом МРА від 1956, її представники брали участь у 3—16-му МКА.
1964 до статуту МРА, згідно з рекомендаціями Вашингтонського конгресу з розвитку регіонального співробітництва архівістів, було внесено зміни, які сприяли створенню регіональних організацій за межами Європи: «Сарбіка» (1968) — союз країн Південно-Східної Азії; «Екарбіка» (1969) — союз країн Південної і Центральної Африки; «Арбіка» (1972) — союз арабських країн; «Карбіка» (1975) — союз країн Карибського моря; «Ала» (1976) — союз країн Латинської Америки; «Сварбіка» (1976) — союз країн Південно-Західної Азії; «Варбіка» (1977) — союз країн Західної Африки; Європейська комісія з планування й координації (1993); «Євразіка» (2000) — союз Білорусі, Вірменії, Грузії, Казахстану, Киргизстану, Молдови, Монголії, Росії, України. Президенти регіональних організацій МРА входять до складу виконкому і звітуються перед ним про свою роботу. В 1970—90-х рр. відбувалися розвиток професійних програм в Африці, Азії, Лат. Америці, дальше удосконалення структури професійних комітетів, комісій і робочих груп, активізувалася видавнича діяльність, завершувалося оформлення внутрішньої структури МРА.
У Києві відбулася 16-та міжнар. конференція круглого столу архівів (1975). Завдяки укр. ініціативам у структурах МРА з’явилися комітет з сигілографії та проектна група з мистецьких та літературних архівів (нині перетворена на професійну секцію). Зростає представництво України в МРА: 1996—2000 представник Головного архівного управління України входив до складу Бюро з європейських програм і був заступником представника Європи та Півн. Америки у складі виконкому; за підсумками 14-го МКА (Іспанія, 2000) працівники архівних установ України ввійшли до складу комітетів з архівного будівництва та обладнання, архівного законодавства, секцій з архівної освіти та навчання, навчальних й освітніх архівів, а також беруть активну участь у діяльності новостворених Європейського та Євразійського регіональних відділень.
Друковані органи МРА — журнал «Архівум» (1951—99), «Бюлетень МРА», «Кома» (від 2000).